# Drieňová (Strážovské vrchy)
Drieňová (622,7 m n. m.)  je vrchol na Slovensku v Strážovských vrších.

## Poloha
Vrch Drieňová se nachází severovýchodně od města Trenčianske Teplice, v geomorfologické části Teplická vrchovina. 

## Přístup
Pod vrchol vede  zeleně značená Turistická značená trasa číslo 5580 a  žlutě značená Turistická značená trasa číslo 8585.